# Carex sodiroi
Carex sodiroi är en halvgräsart som beskrevs av Georg Kükenthal. Carex sodiroi ingår i släktet starrar, och familjen halvgräs. IUCN kategoriserar arten globalt som otillräckligt studerad. Inga underarter finns listade i Catalogue of Life.